# Собака Це Це
«Собака Це Це» (также распространено название «Сабака Це Це») — ленинградская хардкор-группа, основанная в 1989 году бывшими участниками групп «Фронт», «Нокаут», «Детонатор», «Изолятор» и «Домашняя лаборатория».
Начав с трэш-метала, напоминавшего творчество канадцев «Voivod», музыканты на протяжении существования группы экспериментировали с синтезом музыкальных направлений — с грайндкором, электроникой, джаз-кором, нойзом, индастриал, новой волной, техно. Официально издана лишь пара треков «Собаки Це Це», хотя группа вела активную студийную работу.

## История

### Первые годы
Группа родилась на свет в сентябре 1988 из пепла не особо известной металлической группы «Детонатор», когда гитаристы Сергей «Пельмень» Жицков и Юрий «Угрюмый» Архаров пригласили барабанщика Андрея «Бегемота» Мельникова («Изолятор», «Фронт») и басиста Андрея «Джона» Синьчука («Нокаут», «Rock’n’roll City»). К началу 1989 группа придумала более звучное имя, став «Собакой Це Це».
Весной Синьчук покинул проект, а к «Собаке Це Це» присоединились вокалист Миша «Мясо» Иванов (экс-«Изолятор», «Домашняя лаборатория») и басист Александр «Фендер» Фёдоров (экс-«Скорая Помощь»).
Первым появлением группы на сцене стали два концерта в рамках Череповецкого Рок-Фестиваля в апреле 1989 года. Затем последовала серия выступлений в Ленинграде, Прибалтике и Белоруссии.
В августе-сентябре «Собака Це Це» записала свой первый альбом, — «Трезвость — норма смерти», выдержанный в стиле психоделического хардкора. Но, не удовлетворившись качеством материала, музыканты не опубликовали его, хотя почти в течение года номера из этого неизданного альбома служили костяком концертов группы.
По окончании записи Фёдоров покинул группу, и Архаров переключился на бас.
Около двух десятков концертов в родном городе, серия гастрольных поездок в Москву, Архангельск, Гродно, Нарву, Таллин, Новгород, Каунас, Вильнюс и Одессу с конца 1989 г., а также выступление на фестивале журнала «Аврора» в качестве хэдлайнеров, сделали группу весьма популярной среди слушателей и музыкантов.

### Популярность
В июле 1990 года, на студии Миши Малина («Внезапный Сыч») группа записала второй и, по мнению многих, свой лучший альбом «Dandruff and Powder» («Перхоть и пудра»). Альбом принёс музыкантам известность по всей стране. Благодаря этой записи «Собака Це Це» попала на страницы энциклопедии «Кто есть кто в советском роке» (1991).
Осенью, на фестивале «Drrrama 90» в Польше, музыканты познакомились и подружились с группой «Ghost» из Гданьска, а чуть позднее — зимой 1991 года — провели совместное турне по клубам Польши, Белоруссии и Прибалтики.
В марте 1991 «Собака Це Це» дала свой первый стадионный концерт в ДС «Юбилейный», в рамках фестиваля, посвящённого десятилетию Ленинградского рок-клуба, а её песня «Alcoholic Inquisition» вошла в сборник «Однажды в Рок-клубе». Это был последний концерт Архарова в составе «Собаки Це Це» — семейные обстоятельства не позволили ему продолжать работу в группе. Не желая привлекать музыкантов со стороны, группа из квартета превратилась в трио, в котором функции басиста взял на себя Иванов. В этом составе, на волне успеха «Dandruff and Powder» и выхода песни на виниле, группа продолжала активную концертно-гастрольную деятельность, постепенно начиная кардинально менять стилистику в сторону свободных и экстремальных музыкальных форм, построенных на грайндкоре, нойзе, психоделике и импровизации.
Тогда же ребята начинают вести еженедельную 10-минутную программу на Ленинградском телевидении, полностью посвящённую тяжёлой и экстремальной музыке.
Весной 1992 года музыканты «Собаки Це Це» дали серию клубных концертов в Польше, Австрии и Германии. Во время этого европейского мини-тура ребята знакомятся с музыкантами из Disharmonic Orchestra, Missing Foundation, No Means No, Pungent Stench и всё больше начинают обращаться к иным формам андеграундной музыки, ориентируясь на творчество Godflesh, Scorn, Naked City, Young Gods, Nitzer Ebb. По возвращении домой, группа создаёт студию звукозаписи «Tse Tse Records», где начинает экспериментировать со стилями, собственным звучанием и помогать записываться молодым андеграундным командам (Король и Шут, Great Sorrow, Bestial Deform, Кома, Бироцефалы, Вибратор), при этом регулярно выступая и гастролируя.
Летом 1992 года «Tse Tse Records» неоднократно посещал Джон Пил, легендарный британский радиожурналист. В результате несколько треков Собака Це Це прозвучали в его музыкальных программах на BBC. Тогда же группа была признана читателями журнала Fuzz (журнал) открытием года.
В сентябре 1992 года Андрей Мельников, не разделявший с Жицковым и Ивановым курс на модернизацию и эксперименты, покинул группу, чтобы создать собственный проект «Свирепый Ваучер» (альбом этого проекта был записан на «Tse Tse Records»).
А «Собака Це Це», поразив всю металлическую «тусовку», предстала перед публикой в компании с синтезаторами, секвенсорами и драм-машиной. Новым участником трио стал Вячеслав «Чижман» Чижевский. Звучать группа стала гораздо тяжелее и экстремальней, а при наличии техно-ритмов количество поклонников только увеличилось — аншлаги на любом концерте с участием «Собаки Це Це» были обеспечены. При этом музыканты категорически отказывались от любых предложений со стороны ещё только зарождавшегося отечественного шоу-бизнеса и крупных московских лейблов.
Стараясь поддержать тяжёлый андеграунд, участники и менеджмент группы стали создателями и организаторами международного фестиваля «Baltic Death Zone», прошедшего в декабре 1992 года.
Конец 1992 года — начало 1993 гг. «Собака Це Це» провела, активно выступая на фестивалях, и в клубах Питера, Москвы, Белоруссии и Прибалтики, где компанию им составили Сергей Курёхин, Телевизор, 2ва Самолёта, Аукцыон, Tequilajazzz, Агата Кристи и др.
Весной 1993 года «Собака Це Це» вновь ошарашила музыкальную общественность — к группе присоединился певец и автор песен Кирилл «Кеша» Спечинский (экс-«Внезапный Сыч», «Pep-See», «Домашняя лаборатория»). Именно в период сотрудничества с «Кешей» «Собака Це Це» резко повернула в сторону песенного мейнстрима, включив в свой репертуар будущие песни поп-проекта Pep-See: «Любовь-Любовь», «Три звезды на небе», «Вовочка» и др., но звук оставался неизменно тяжёлым и агрессивным. Клубная общественность была в восторге.
Но через полгода этот альянс прекратил свою деятельность — Спечинский решил возродить «Внезапный Сыч» и продолжить сотрудничество с «Pep-See».
На следующем этапе «Собака Це Це» решила полностью отдаться студийной работе и, заручившись предварительным контрактом с Cobweb Records, закрылась на студии «Крейт», записав в период с января 1993 по июль 1994 года пять песен, которые довольно часто звучали в эфире радиостанций «Катюша», «SNC» и «Модерн», а треки «Нефть пошла», «Рыбка-кислота» и «Больше х**вых товаров» вышли в сборниках.

### Распад
В процессе работы на студии музыканты стали все больше посматривать в сторону сольных проектов и сессионной работы, и после окончания записи лишь изредка собирались для совместных концертов. Они ещё выступили хэдлайнерами на нескольких фестивалях — на Пивном фестивале в «Юбилейном», на втором «Baltic Death Zone» (там группа выступила вместе с Мельниковым, как бы попрощавшись со своими «металлическими» поклонниками), и на «Сорока-Рок» в Ленинградском Дворце Молодёжи. Концерт в ЛДМ стал для «Собаки Це Це» последним совместным выступлением, больше они не выходили вместе на сцену.
В начале 1995 года Жицков и Иванов записали несколько треков, которые до сих пор не опубликованы, и группа прекратила своё существование.
Сергей «Пельмень» Жицков, поработав с электронными проектами Алчные Телепаты, Чугунный Скороход, Приход Лейстрейда, погрузился в студийную работу, занимаясь мастерингом и саунд-дизайном. Среди исполнителей, с которыми он сотрудничал, были Жанна Агузарова, Кирпичи, Пилот, Алсу и др.
Чижевский собрал группу Сэкс Битлыц(Ц), пригласив в свой проект Иванова, который ушёл из неё через год. В 1997 был выпущен единственный альбом группы, но существует она и по сей день, изредка давая клубные концерты.
Иванов, поработав с независимым молодым проектом Between Pix, ненадолго присоединился к сольному проекту Кеши Спечинского, записал партию гитары в двух бонусных треках к переизданию первого альбома группы «Внезапный Сыч», в конце 2000 г. в качестве басиста присоединился к «Great Sorrow», съездив с ними в небольшое европейское турне, собрал группу «Астромонстры», которая просуществовала около года, выступая в клубах. Позже Иванов покинул сцену, но продолжает заниматься сольными электронными проектами МЯСО.ID., Astromonster и сотрудничает с эстонской электро-группой «AntiLook». В марте 2015 года он официально занял место басиста во «Внезапном Сыче», дав большую серию концертов в Питере, Израиле и Москве. Однако, летом 2016 года, вновь покинул проект, объяснив это кардинальными музыкальными разногласиями с Кешей Спечинским. В настоящее время проживает в Израиле.

## Состав
- Сергей «Пельмень» Жицков — гитара, программирование (1988—1995)
- Андрей «Бегемот» Мельников — ударные (1988—1992)
- Андрей «Джон» Синьчук — бас (1988—1989)
- Юрий «Угрюмый» Архаров — гитара, бас (1989—1991)
- Миша «Мясо» Иванов — вокал, бас, программирование (1989—1995)
- Александр «Фендер» Фёдоров — бас (1989)
- Вячеслав «Чижман» Чижевский — программирование, вокал (1992—1994)
- Юрий Малышев — ударные (1992)
- Михаил Тесёлкин — ударные (1993—1994)
- Дмитрий «Зена» Зенкин — саксофон (1993)
- Кирилл «Кеша» Спечинский — вокал (1993)
- Дмитрий «Ослик» Пшишляк (Парфёнов) — клавишные (1993—1995][источник не указан 3390 дней]

## Дискография
- 1989 — «Sobriety Is The Norm Of Death» (не выпущен)
- 1990 — «Dandruff And Powder»
- 1994 — «Сабака Це Це» (ЕР)